# Ködderitzsch
Ködderitzsch är en ortsteil i staden Bad Sulza i Landkreis Weimarer Land i förbundslandet Thüringen i Tyskland. Ködderitzsch var en kommun fram till den 1 januari 2019 när den uppgick i Bad Sulza. Kommunen Ködderitzsch hade 124 invånare 2018.